# 備後福山藩

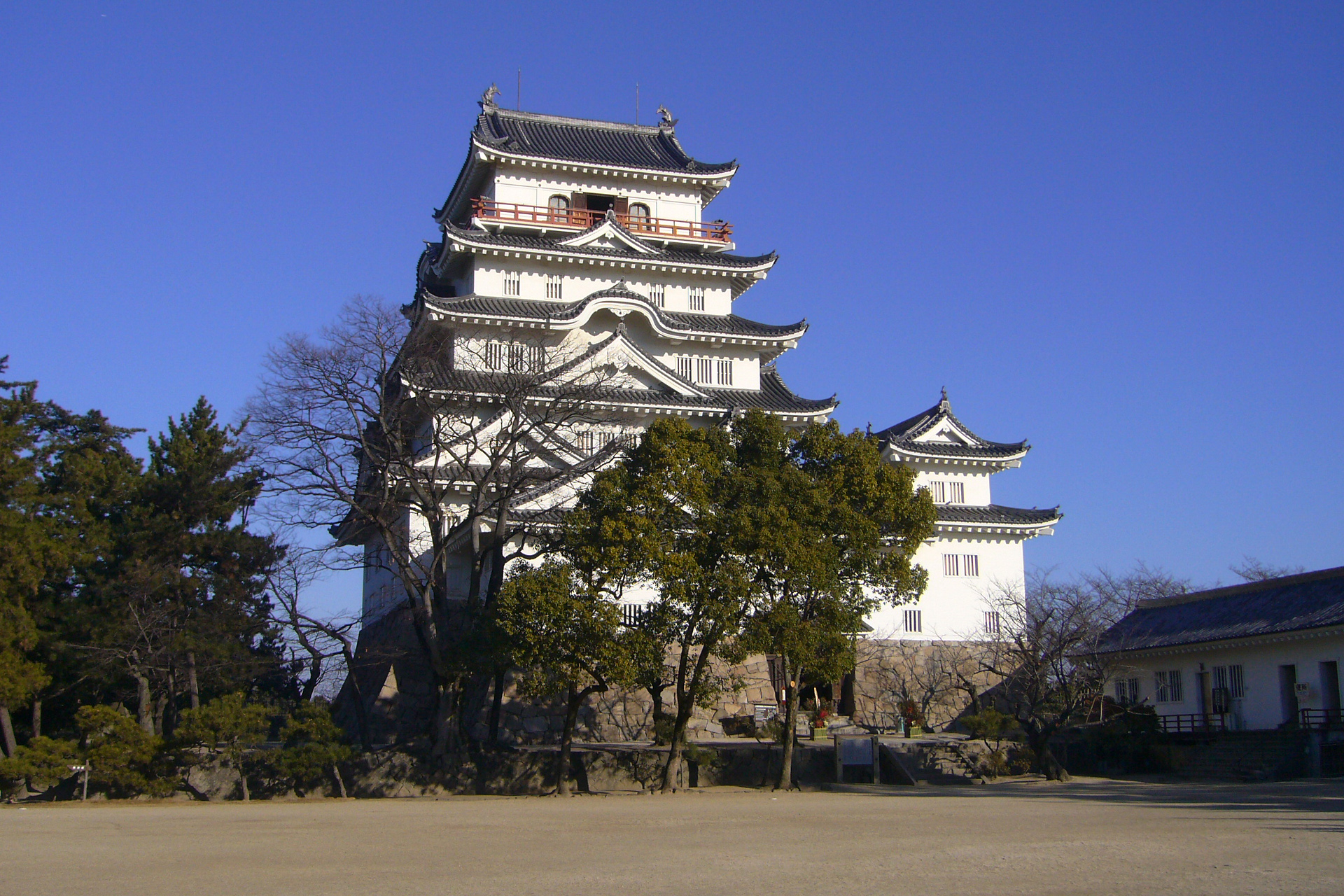
福山城再建天守

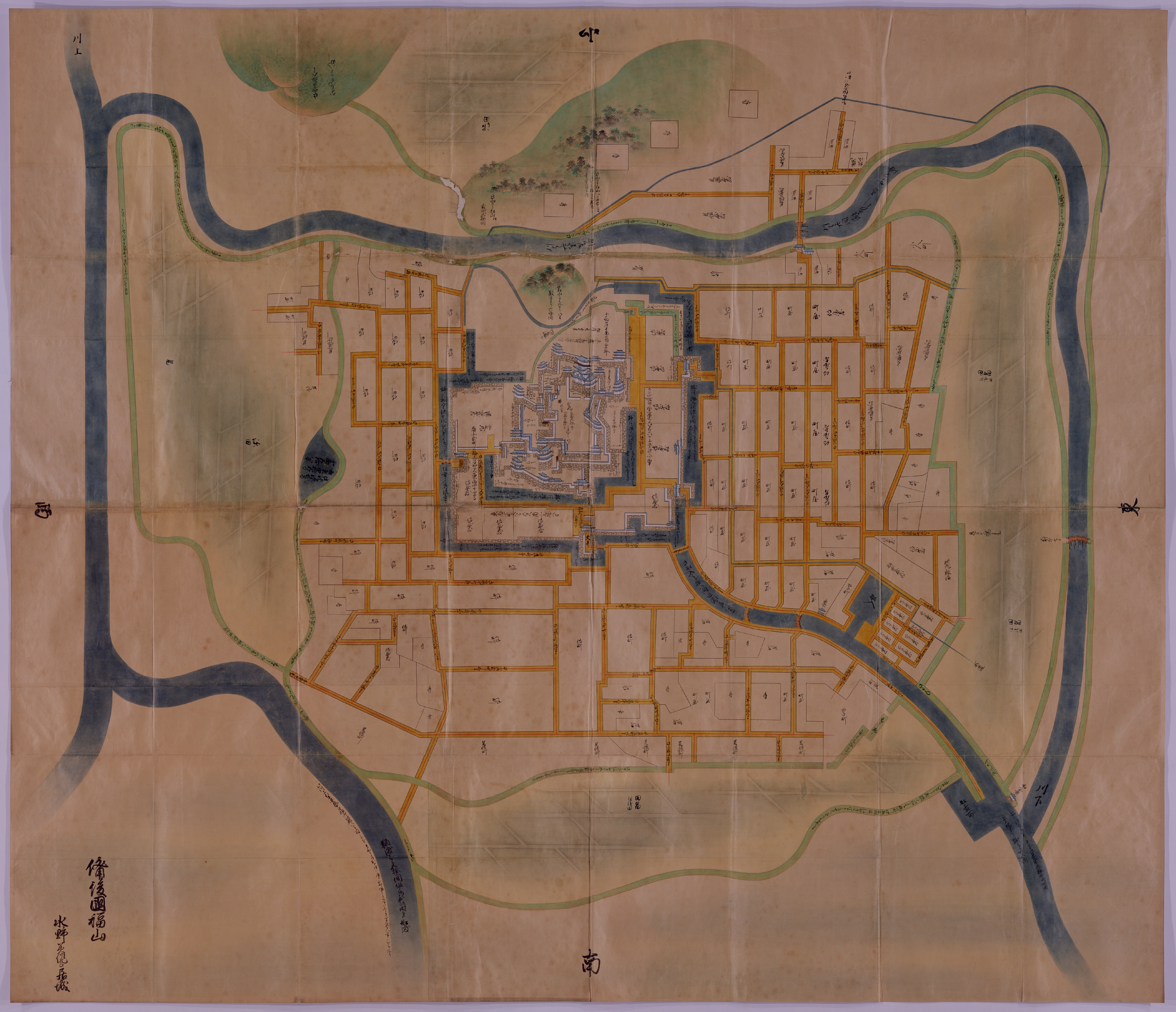
正保城絵図「備後国福山城図」

福山藩（ふくやまはん）は、主に備後国（広島県東部）南部、備中国南西部周辺を領有した藩。藩庁は福山城（福山市）。石高（表高）は10万石で、阿部家7代藩主阿部正弘から11万石。

## 藩史

### 水野時代
福山藩は幕府が毛利家などの中国筋の有力外様大名に対する「西国の鎮衛」として水野勝成に備後地方を与えたことに端を発する藩で、明治維新まで歴代有力な譜代大名が配された。
関ヶ原の戦い以降、後に福山藩となる備後国は安芸国と共に福島正則によって領有（49万8千石）されていた。しかし、正則は広島城無断修築の咎で元和5年（1619年）に改易となり、領地は分割され、安芸および備後北部・西部は浅野長晟（42万石）に与えられ、備後南部には徳川家康の従兄弟で大坂の陣では後藤基次を破るなど卓越した戦歴を持つ水野勝成が、大和国郡山藩（6万石）から4万石の加増を受けて10万石で入封することになった。当初の領地構成は備後国の深津郡、安那郡、沼隈郡 神石郡　品治郡　葦田郡、備中国の小田郡、後月郡のそれぞれ大半であった（現在の行政区分では福山市全域と尾道市の東部、府中市全域、三次市や庄原市の南部、笠岡市や井原市の西部、神石高原町の大半である）。
勝成は入封と同時に福山城と城下町の建設に着手し、福山城は4年近い歳月を費やし元和8年（1622年）に完成した。また、勝成は新田開発や灌漑事業、産業育成を行うなど領内の経営に努め藩政の基礎を築いた。寛永3年（1626年）には勝成の従四位下昇進により福山藩領は相模国愛甲郡厚木村（現在の神奈川県厚木市）に飛び地1000石の加増を受け、計10万1000石となった。
寛永15年（1638年）の島原の乱において、勝成及び子の勝俊、孫の勝貞率いる福山藩兵約6000人は、幕府上使を除き九州の大名以外で唯一幕府軍に参戦した。翌16年（1639年）に勝成は隠居したが、その後も隠居料（2万石）のほとんどを新田開発や用水路の整備に費やしたという。
慶安4年（1651年）の勝成の死後、勝俊、勝貞、勝種と続くが勝成の政策は基本的に踏襲され福山藩は着々と発展を遂げていき、藩成立当初に農民全体の7割以上であった小作民もほぼ0となった（この間に石高は約3万石増加した）。しかし元禄10年（1697年）、勝種の急死により生後間もなくで跡を継いだ5代・勝岑が元禄11年（1698年）に2歳で死去し、水野家は改易となった。これに対し、一部の藩士や領民は水野家の存続を求めて福山城に籠城する動きを見せるが、家臣の説得により間もなく静まったという。水野家は名門の故で勝成の孫・水野勝長が能登国西谷藩1万石に取り立てられ、家名は存続された。

### 幕府領時代
水野家の断絶により福山藩領は一時幕府直轄となり、代官3人が派遣された。代官所は城下東端の三吉町に置かれ（三吉陣屋）、福山城の城番は讃岐国丸亀藩の藩主京極高或（縫殿）が務めた。同時に幕府は厚木村を除く領内全地域の検地（元禄検地）を命じ、岡山藩から検地団約2400人が送り込まれた。この結果、水野時代の増産や検地の厳格化、尺度の変更による面積の水増しなどより、福山藩の石高は約15万石と査定された。この検地以前の石高は約13万2800石だったので、実質的には平均で約10%の増税ということになる。

### 松平時代
元禄13年（1700年）、出羽国山形藩の松平忠雅が10万石で入封することになった。これは元禄検地で査定された旧福山藩領の15万石から5万石分（小田郡・後月郡・神石郡・甲奴郡・安那郡の一部）の領地を削ったもので、実質的には水野時代より7割弱の石高でしかなく、他国の表高10万石と比べて少なめであった。削減分の領地は引き続き幕府領とされ、神石郡・甲奴郡・安那郡は「上下陣屋」（広島県府中市）が、小田郡・後月郡は笠岡陣屋（岡山県笠岡市）が置かれた。忠雅は受領から9年後の宝永6年（1709年）に福山に入るが、わずか1年後の宝永7年（1710年）に再び伊勢国桑名藩に転封となった。

### 阿部時代
松平正雅の転封から間もなく下野国宇都宮藩（10万石）から阿部正邦が10万石で入封する。以後、阿部家は廃藩置県まで10代161年間在封することになった。この間老中を4人、大坂城代を1人輩出する。特に7代藩主・阿部正弘は25歳で老中首座に就任し、日米和親条約を締結したなど著名である。しかし阿部家は代々幕閣の中枢を目指したため、歴代藩主のほとんどは江戸定府で、領内に在住することは稀であった。また、このために阿部家は他の大名に比べ多くの経費を必要とし、また先の検地により厳しい査定を受けての10万石であったため歴代を通じて財政状況は極めて悪く、たびたび一揆を招くことにもなった。中でも領内全域を巻き込んだ天明の一揆は『安部野童子問』などの書物に描かれて全国的に名を知られた（水野時代に一揆の発生した記録は一度もない）。また、重税や飢饉により没落する農民も多く、田畑所有の寡占化が進み、幕末までに多くの「豪農」が出現した。
藩政において、阿部家は基本的に領国の経営に関心が薄いこともあり、財政の緊縮に重きが置かれ、水野家のような大規模な開発は行われなくなる（幕末には福山沖で広大な新田の開発が始まるが、完成前に明治を迎えた）。嘉永5年（1852年）には阿部正弘が江戸城西の丸造営を指揮した功により1万石が加増され、石高は計11万石となった。このとき加えられた領地は、水野家廃絶時に幕府領とされた安那郡、神石郡、後月郡のそれぞれ一部である。阿部家は教育の面においては、天明6年（1786年）に4代・阿部正倫が藩校「弘道館」を開き、阿部正弘は嘉永6年（1853年）に福山と江戸に新たな藩校「誠之館」を開くなど、目覚しいものがあった。このため幕末までに福山藩からは、菅茶山や頼山陽を始め多くの人物を輩出することになった。

#### 幕末
元治元年（1864年）、福山藩は幕府に長州征討への参加を命じられ、藩主阿部正方は藩兵約6000人を率いて広島に進軍するが、幕府と長州藩との間に和睦が成立して引き返した。また慶応元年（1866年）末には、第二次長州征伐に参加のため山陰を目指して出陣した（途中正方は体調を崩し、指揮を家老内藤角右衛門に委ねる）。ちなみにこの出兵の準備中、福山城内に保管していた火薬が大爆発して櫓3棟が失われている。そして翌年6月17日、福山藩は石見国益田において大村益次郎率いる長州軍と戦闘を繰り広げ、敗走する。これは福山藩にとって島原の乱以来、実に230年ぶりの戦闘であった。その後、幕府側の諸藩は敗走を重ね、逐次撤退を開始したため、福山藩も7月23日に福山へと帰還した。これらの戦によって、そうでなくとも厳しい藩財政は破綻同然まで追い込まれ、藩内の富豪から献金を募った。献金に応じたものには名字帯刀御免、刀御免、庄屋格、御用達席等の封建的特権が与えられた。一方で財政建て直しの切り札として慶応元年（1865年）から福山沖で藩史上最大の大新涯（約320ha）造成が開始される。この事業は前述の第二次長州征伐参加の準備で中断されるが慶応3年（1867年）に完工する。しかし、地質の改良が進み、実際に収穫が得られるのは明治になってからであった。藩財政は後述する明治維新の緒戦などでさらに悪化し、廃藩置県までに破綻状態に陥ることになる。
大政奉還の後、慶応4年1月9日（新暦1868年2月2日）、福山城が杉孫七郎率いる長州軍によって築城以来初めての攻撃を受けることになった。まず今津（松永町）に進駐した長州軍は部隊を三手に分け北、西、南からそれぞれに福山を目指した。これに対し福山藩は恭順の意を示すが、城下に迫った長州軍は北本庄の円照寺を占拠し、大砲による砲撃を手始めに本格的な攻城を開始しようとする。しかし、福山藩の実質的な首脳であった儒学者の関藤藤陰や家老三浦義建の奔走により（藩主阿部正方が直前に病死したため藩主不在であった）、長州軍は福山藩の恭順を認め備後から撤兵した。こうして福山は戦火から免れることになった。
明治元年（1868年）になると、新政府から伊予国松山、播磨国西宮、大阪府天保山と矢継早に出兵を命じられる。こうした中、正方の死去を隠蔽し、安芸国広島藩から藩主浅野長勲の弟が正方の養子・阿部正桓として10代藩主に迎えられた。正桓は藩主就任直後に蝦夷箱館への出兵を命じられ、藩兵約500人が新政府軍に加わり箱館戦争で戦った。しかし、福山藩兵は七重村の戦いで榎本軍に撃退され、青森まで敗走する。その後再び戦列に加わり、箱館総攻撃では千代ヶ岡砲台を攻略した。この戦による福山藩兵の損害は死者25人、負傷者28人であった。明治2年（1869年）、正桓は版籍奉還により福山藩知事に就任する。明治4年（1871年）、旧福山藩領は廃藩置県により福山県となった。こうして福山藩は消滅するが、それでも元徳川譜代のそしりは免れることはできず、深津県・小田県・岡山県と短期間に強引な県名・県域の変更が繰り返され、最終的には明治9年（1876年）に備後地域の旧福山藩領が広島県へと移管されることになった。

## 歴代藩主

### 水野家〔宗家〕
譜代　10万1000石　（1619年 - 1698年）
1. 勝成
2. 勝俊
3. 勝貞
4. 勝種
5. 勝岑

### 幕府領
（1698年 - 1700年）
- 城番：京極高或（名代：千田数馬）
- 代官：山木与惣左衛門、曲淵市郎右衛門、宍倉与兵衛

### 松平〔奥平〕家
譜代　10万石　（1700年 - 1710年）
1. 忠雅（ただまさ）〔従四位下・左少将〕

### 阿部家
譜代　10万石　（1710年 - 1871年・7代正弘より11万石）
1. 正邦
2. 正福
3. 正右
4. 正倫
5. 正精
6. 正寧
7. 正弘
8. 正教
9. 正方
10. 正桓

## 家臣団
福山藩の家臣団は、大きく分けて給人、徒士、足軽以下に分かれる。
給人とは、藩主に謁見できる資格のある上士身分である。給人は家老、年寄、用人、上下格など20あまりの格式に細分化されており、俸禄は最低でも50俵あった(最高位の城代家老は3000石)。家老は佐原家、下宮家、内藤家が世襲しており、このうち佐原家が城代家老を務めていた。
徒士は藩主に謁見する資格のない下士身分であり、ここまでが士分である。徒士は給人格、無足、御通り掛、小児、並勘定方の5つの格式に分かれていた。なお、徒士と足軽の間の身分に小役人という身分があった。
小役人の下には足軽と中間があった。この内、足軽は御家中に含まれるが、中間は含まれなかった。
なお、厳密には家臣団ではないが、領内には貧民救済事業や藩への献金などで名字帯刀を許されている者が複数おり、中には藩から郷士に準ずる扱いを受け、禄を賜っていた者もいた。幕末には献金による名字帯刀が乱発され、庄屋や富豪の多くが名字帯刀を得た。

## 幕末の領地
- 備後国
  - 深津郡 - 29村（全域）
  - 沼隈郡 - 43村（全域）
  - 芦田郡 - 28村（全域）
  - 品治郡 - 21村（全域）
  - 安那郡のうち - 27村（大部分・残部は中津藩領）
  - 神石郡のうち - 15村
- 備中国
  - 川上郡のうち - 2村

上記のほか、明治維新後に釧路国足寄郡、白糠郡、阿寒郡を管轄した。